# Rościsław Kozłowski
Ks. mitrat Rościsław Kozłowski (ur. 25 marca 1936 w Przechodach, zm. 25 sierpnia 2023 r.) – polski duchowny prawosławny, doktor habilitowany teologii, emerytowany profesor Chrześcijańskiej Akademii Teologicznej w Warszawie, były rektor Prawosławnego Seminarium Duchownego w Warszawie.

## Życiorys
W 1955 ukończył seminarium, a w 1959 Moskiewską Akademię Duchowną w Zagorsku. Od 1960 pracował jako wykładowca w Prawosławnym Seminarium Duchownym. 4 kwietnia 1965 przyjął święcenia kapłańskie. W latach 1974–1977 pełnił funkcję rektora seminarium. W 1985 obronił pracę doktorską, a w 1988 rozprawę habilitacyjną w Chrześcijańskiej Akademii Teologicznej w Warszawie. 
Po przejściu na emeryturę był rezydentem parafii św. Jana Klimaka w Warszawie. Zmarł w 2023 r. i został pochowany na cmentarzu prawosławnym w Warszawie.

## Wybrane publikacje
- Rosyjska eklezjologia prawosławna w XIX–XX wieku (1988)
- Koncepcja Kościoła w myśli teologicznej Mikołaja Afanasjewa (1990)
- Teologia moralna. Zarys prawosławnej nauki o moralności chrześcijańskiej (2011)